# Новий Ропськ
Новий Ропськ (відомий також як Новий Робськ, Ново-Ропськ, рос. Новый Ропск) — село в Росії, у Климівському районі Брянської області. Центр Новоропського сільського поселення. Колишнє містечко. Лежить за 2 км від російсько-українського кордону. Населення становить 1293 осіб (2010). У селі міститься пам'ятка української козацької архітектури XVIII століття — Микільська церква 1732 року, зведена на кошти гетьмана Данила Апостола.

## Положення
Лежить над річкою Ірпою, за 3 км від села Старий Ропськ.

## Історія

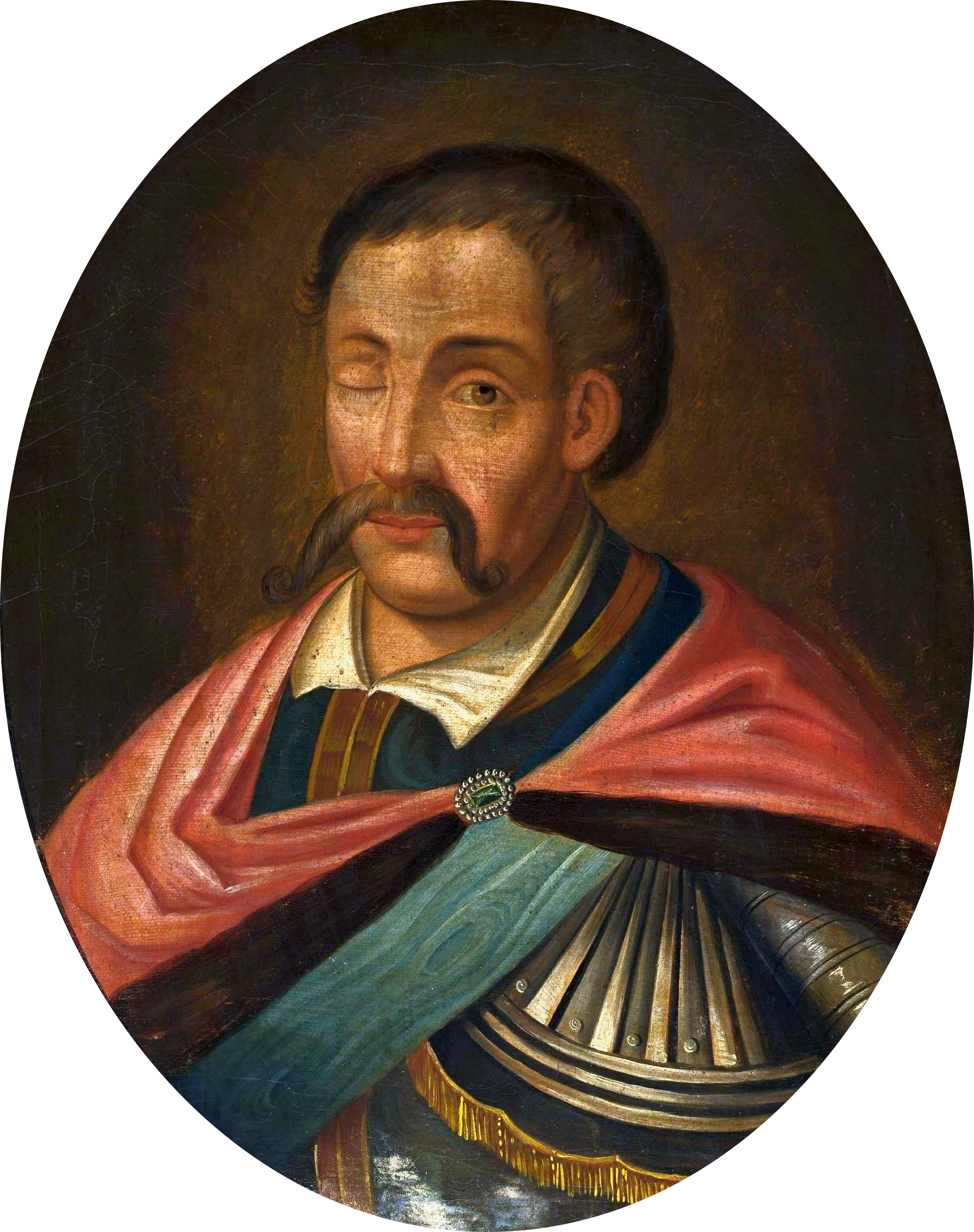
Гетьман Данило Апостол, власник села та фундатор церкви, портрет XVIII століття

### Заснування
Новий Ропськ виник поблизу села Старий Ропськ, яке ототожнюють з літописним Ропеськом, згадуваним у XII столітті. За місцевими переказами, Новий Ропськ був заснований на місті колишнього міста Смядина, проте правдивість цього переказу ставилася під сумнів ще в XIX столітті. Історик Олександр Лазаревський припускав, що Новий Ропськ виник у першій половині XVII століття, коли власницька Ропська волость належала поляку Салтану.

### У Гетьманщині та Російській імперії

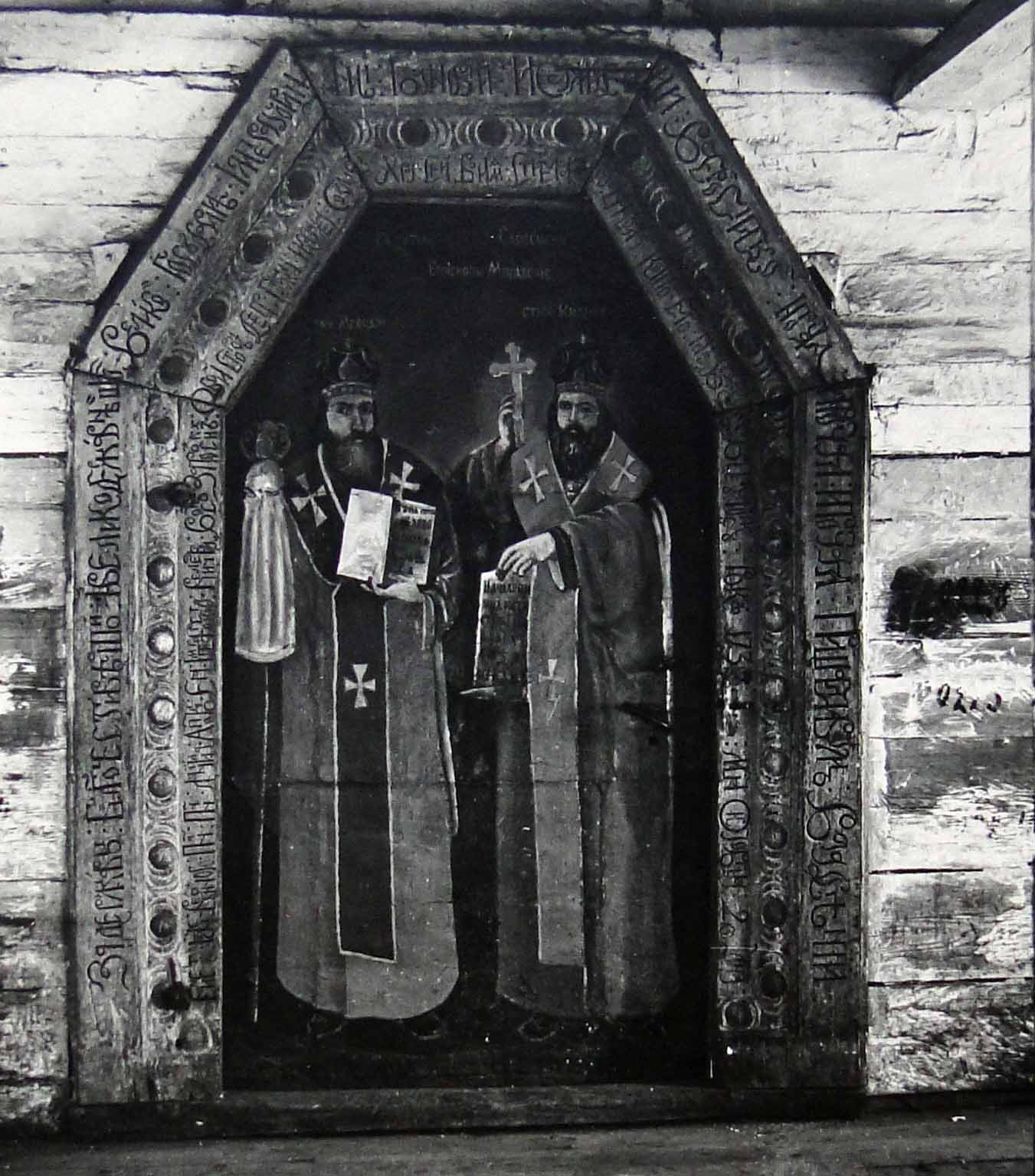
Двері Миколаївської церкви, на одвірку яких напис про заснування храму гетьманом Данилом Апостолом, світлина Стефана Таранушенка 1916 року

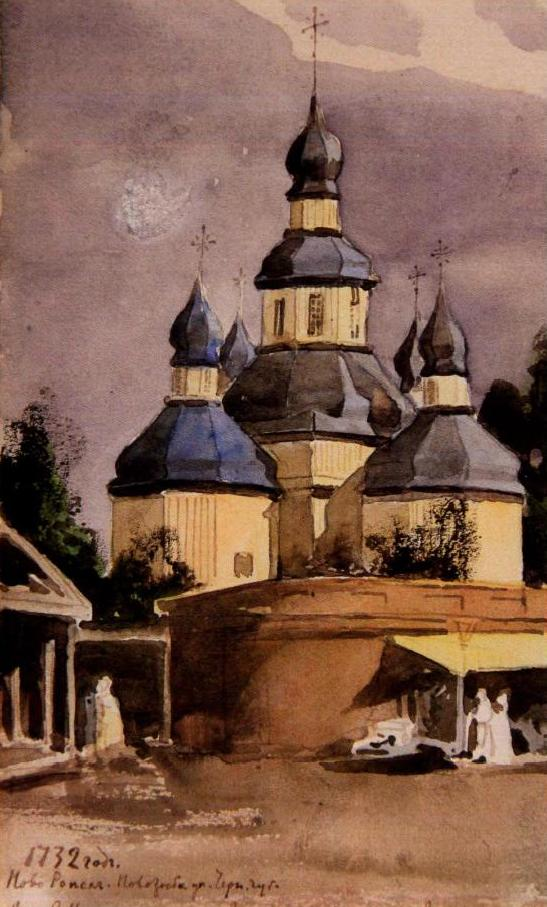
Миколаївська церква, картина Сергія Васильківського 1890-х років

Після створення держави Війська Запорозького (України), село належало до Топальської сотні Стародубського полку Гетьманщини. У 1665 році гетьман Іван Брюховецький надав Ропську волость у володіння Михайлові Рубцю, право власності на яку було підтверджено в універсалі 1670 року гетьмана Дем'яна Многогрішного. Втім 1679 року, після того, як син Михайла Рубця Іван був засуджений за підробку документів, гетьман Іван Самойлович відібрав у Рубців волость та приєднав її до гетьманських володінь. У 1679 році Новий Ропськ згадується вже як містечко, тобто тоді він вже був центром Ропської волості.
За переписом Малоросії 1723 року, Новий Ропськ був селом Ропської волості, мав 10 козацьких дворів, 92 дворів «ґрунтових» посполитих, 25 дворів безґрунтових гендльових, 80 хат «бобилів» городників, 27 хат «бобилів» безгородних і 8 підсусідських хат. За гетьманування Данила Апостола на його кошти в 1732 році в селі зведено церкву Микільську церкву. Після смерті гетьмана Данила Апостола у 1734 році волость перейшла у державне володіння.
1741 року Ропська волость була подарована Іванові Неплюєву, але у серпні 1742 року її було передано від Неплюєва до Олексія Розумовського, від якого волость успадкував його брат і колишній гетьман Кирило Розумовський. За описом Ропської волості 1745 року, у Новому Ропську був замок з панським двором, обнесений земляним валом. Згідно зі статистичним описом Малоросії 1781 року, село належало графові Розумовському, тут налічувалося разом 383 дворів і 433 хат, з них козацьких: 20 дворів, 21 хата; селянських: 363 дворів, 412 хат і 9 бездвірних хат. Опис Нового Ропська 1781 року згадує про 4 цехи в містечку: кравецький, шевський, шаповальський та ткацький. У тому ж описі йдеться про те, що чимало місцевих мешканців («до 20 дворів») займалися полюванням на ведмедів, а також дресували ведмедів під музику, яких брали із собою для вистав у «малоросійських степових містах», Слобідсько-Українській губернії, на Донщині та Московщині.
З другої половини XIX століття містечко Новий Ропськ було центром Новоропської волості Новозибківського повіту Чернігівської губернії Російської імперії. Відстань до Новозибкова становила 35 верст. Станом на 1859 рік Новий Ропськ був державним містечком, у якому налічувалося 563 дворів і 2848 мешканців (1357 чоловіків і 1491 жінка), діяло 2 православні церкви, сільське училище, волосна та сільська розправа, поштова станція, проводилися 3 щорічні ярмарки та базари. Містечко тоді лежало на поштовому Смоленському тракті з Чернігова до Стародуба. У 1885 році у містечку було 622 дворів і 3239 жителів, 3 православні церкви, школа, поштова станція, 2 постоялих двори, 2 постоялих будинки, 12 лавок, 2 крупорушки, 3 маслобійних заводи, водяний і 3 вітряних млини, 5 ярмарків на рік. Близько 1888 року в місті діяло дві православні церкви, налічувалося 3000 мешканців. За переписом населення Російської імперії 1897 року в містечку мешкало 4649 осіб (2066 чоловіків та 2583 жінок), з них 4454 православних. У 1901 році в селі налічувалося 5050 жителів (2390 чоловіків і 2660 жінок).
У Новому Ропську дослідники збирали українські етнографічні матеріали. У 1885 році в журналі «Кіевская старина» було видано українську інтермедію «Супліка, або замисл на попа» другої половини XVIII століття, записану в Новому Ропську від 73-річного сліпого селянина Олексія Лісовського. У цьому ж журналі в 1890 році Федір Ніколайчик на основі відомостей про новоропських шаповалів опублікував статтю, присвячену таємній мові лірників і шаповалів («лебійській», «лобурській» мові).

### Українська державність у 1917—1919 роках

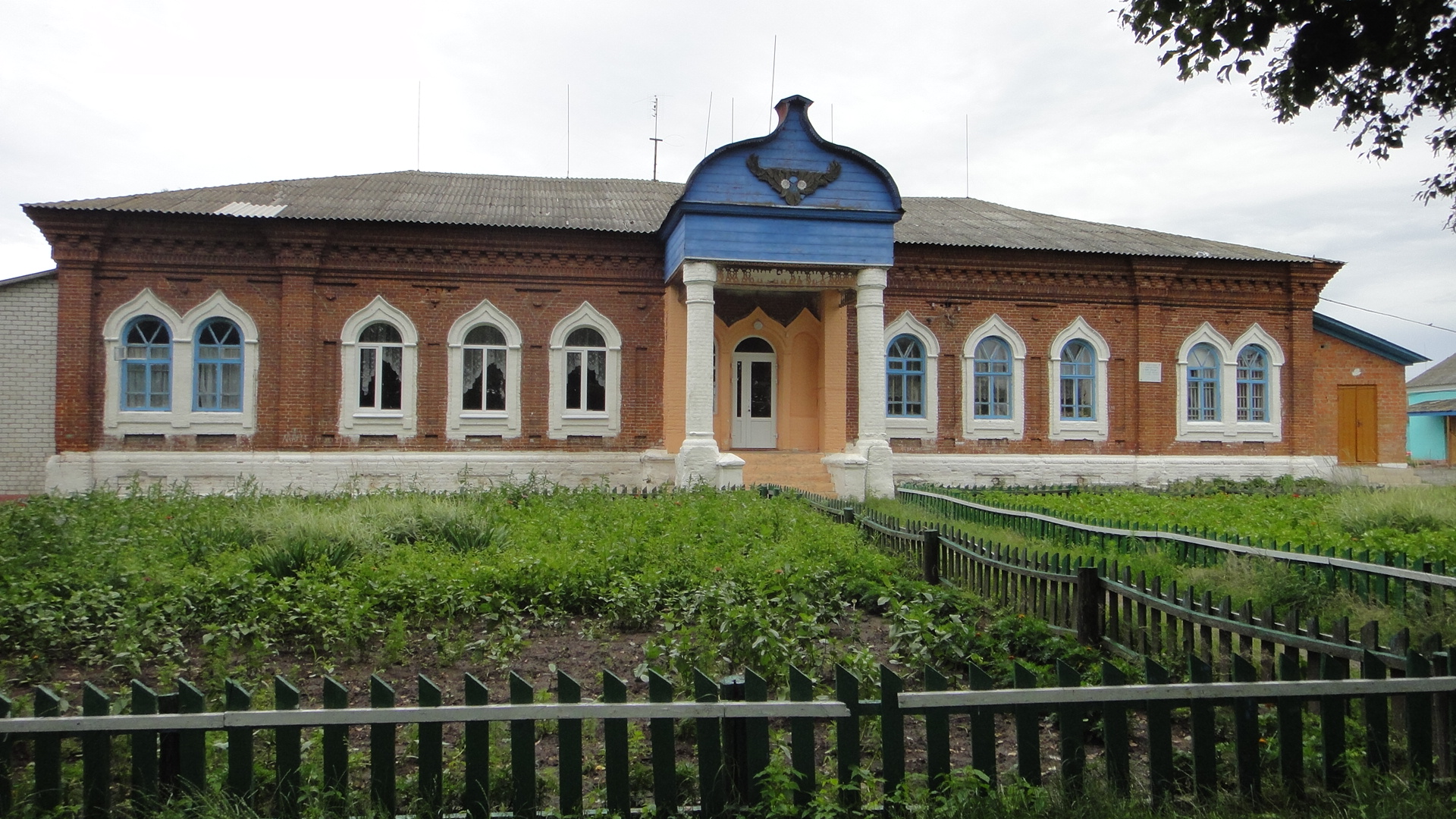
Будинок колишньої волосної управи кінця XIX століття

Після того, як у 1917 році було повалено російське самодержавство, Українська Центральна Рада 10 (23) червня 1917 року у Першому Універсалі проголосила про автономію України у складі Росії. У Тимчасовій інструкції, яку Тимчасовий уряд Росії надіслав Генеральному секретаріатові УЦР, повноваження українського уряду поширювалися серед інших й на Чернігівську губернію, але без Новозибківського повіту. Проте Третім Універсалом Української Центральної Ради від 7 (20) листопада 1917 проголошувалося про створення автономної Української Народної Республіки, до якої серед іншого повністю увійшла Чернігівська губернія. Четвертий Універсал Української Центральної Ради від 9 (22) січня 1918 року проголосив незалежність Української Народної Республіки. У жовтні 1918 році в селі зупинявся 2-й Запорізький полк армії УНР на чолі з полковником Петром Болбочаном. 13 жовтня 1918 року в містечку було поховано 24 українських бійців (серед них сотник Роженко), які загинули 8 жовтня у бою з російськими більшовиками біля села Кам'янська Слобода. 18 грудня 1918 року станцію Ново-Ропськ захопив більшовицький Таращанський полк. Стародубщина формально залишалася у складі маріонеткової Радянської України до 1919 року.

### Радянські часи
Згідно з договором про кордон між РСФРР і УСРР у травні 1919 року, Стародубщину було передано до складу РСФРР і приєднано до Гомельської губернії. У 1923 році в селі проживало 145 євреїв. З 1926 року — у складі Брянської губернії, з 1929 року — Західної області, з 1937 року — Орловської області. Село було окуповане німецькими військами під час німецько-радянської війни. У лютому 1943 року всі євреї Нового Ропська вивезені у Климів, де вони були розстріляні. З 1944 року в Брянській області.

### Сучасність
У 2022—2023 роках під час російсько-української війни, російські війська, які розташувалися в районі Нового Ропська, неодноразово обстрілювали українську територію з мінометів і ствольної артилерії (зокрема, 10 жовтня 2022 року, 23 січня і 15 лютого 2023 року).

## Населення
За переписом 2002 року чисельність населення села становило 1497 осіб. За переписом 2010 року в Новому Ропську проживало 1293 осіб.

## Пам'ятки

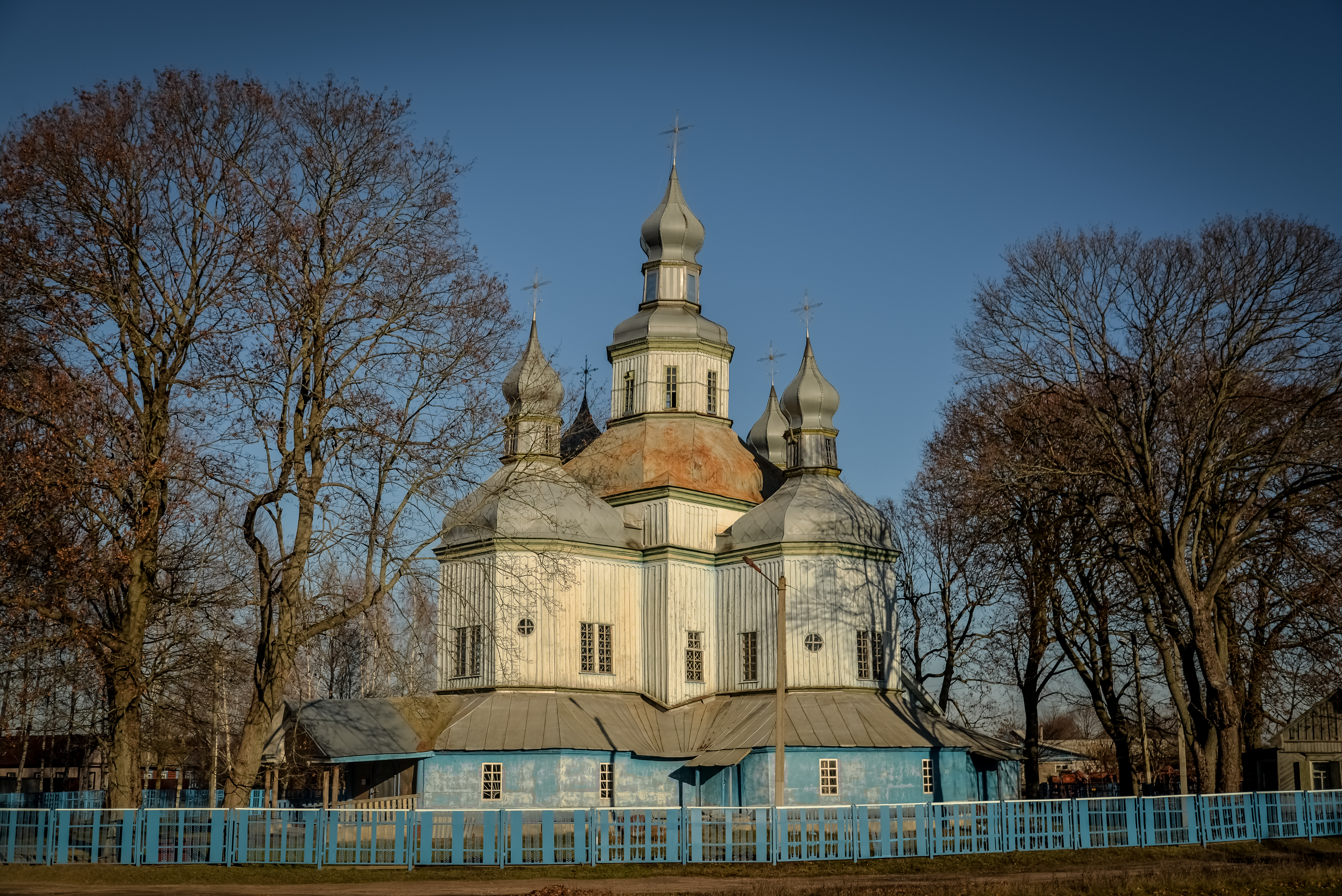
Микільська церква, 2016 рік

- Дерев'яна церква святого Миколи Чудотворця 1732 року[27]. Пам'ятка українського церковного будівництва XVIII століття[6][28]. Зведена на кошти українського гетьмана Данила Апостола[6], про що свідчить напис на одвірку головних дверей: «За державу императрицы Анны Иоанновны, при счастливом владении ясновельможного Даниила Апостола, гетмана, создан храм сей во имя св. Николая, в містечку Ропску, року 1732»[29]. У 1914 році перенесена на майдан[28]. У радянські часи були плани її знищити, проте пам'ятку вдалося врятувати[6].
- Колишня Борисоглібська церква 1724 року. Знищена комуністичною владою, залишився лише дзвін, який зберігається в Микільській церкві[28].

## Особистості

### Народилися
- Семен Барзилович (1903—1958) — український архітектор, художник, педагог.
- Григорій Кірейцев (1932—2014) — український економіст.
- Тамара Корінна (нар. 1957) — українська акторка театру драми та комедії.
- Федір Ніколайчик (1857—1920) — український історик, літературознавець, краєзнавець, педагог.
- Федір Самусєв (1913—1985) — український радянський живописець.
- Олександр Сафонцев (1950—1998) — український політик, міський голова Керчі, заступник голови Ради міністрів Криму[2].